# Rafael Rivelles
Rafael Rivelles Guillén (Valencia, 23 de diciembre de 1895 - Madrid, 3 de diciembre de 1971) fue un actor español.

## Biografía

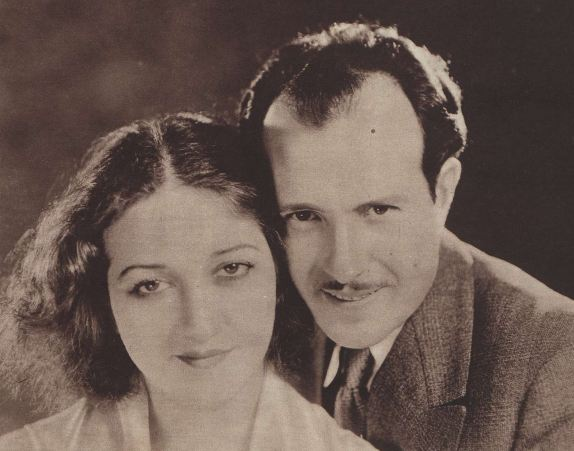
Rafael Rivelles con María Fernanda Ladrón de Guevara.

Nació en Valencia, pero pronto su familia se trasladó a El Cabanyal, municipio de Valencia que en 1897 fue anexionado al de la capital, y en donde pasó toda su infancia. Miembro de una familia de artistas, sus padres fueron los prestigiosos actores de teatro Jaime Rivelles y Amparo Guillén. Muy pronto comenzó a trabajar en el teatro en el que lograría rotundos éxitos; si bien también trabajó en el cine a lo largo de su vida, pero de forma más esporádica. En los años 30 trabajó durante un tiempo en Hollywood, pero pronto regresó a España, donde fundó su propia compañía de teatro junto a su esposa, la actriz María Fernanda Ladrón de Guevara con la que contrajo matrimonio el 15 de marzo de 1922, en la Iglesia de San José de Madrid. 
En 1925 nació su hija la actriz Amparo Rivelles, que continuó la saga artística junto a una nueva generación familiar de actores por línea materna, entre ellos Amparo Larrañaga y Luis Merlo.
En el cine es recordado como Don Quijote en la película de 1947, Don Quijote de La Mancha junto a un espléndido Juan Calvo, en el papel de Sancho Panza.
En 1954 interpreta a Judas Iscariote en la película El beso de Judas dirigida por Rafael Gil.
Falleció en Madrid el 3 de diciembre de 1971 y de acuerdo con sus deseos fue enterrado en Valencia, en el cementerio de El Cabañal, junto a sus padres.

## Películas
- El Greco (1966): Marqués de Villena
- Cyrano et d'Artagnan (1964): Cardinal Duc de Richelieu
- El señor de La Salle (1964): Cardenal Noailles
- La rivolta degli schiavi (1961): Rutilio
- Marcelino, pan y vino (1955): El Padre Superior
- El beso de Judas (1954)
- Murió hace quince años (1954)
- Don Quijote de la Mancha (1947)
- Lecciones de buen amor (1944)
- Goyescas (1942)
- Il leone di Damasco (1942): Lachinsky
- Capitán Tormenta (1942): Lachinsky
- Santa Rogelia (1940)
- Il peccato di Rogelia Sanchez (1940): Don Fernando
- Frente de Madrid (1939), Saverio
- Carmen la de Triana (1938)
- Nuestra Natacha (1936): Lalo
- El café de la Marina (1933) (versión en castellano)
- El hombre que se reía del amor (1933)
- Niebla (1932)
- Mamá (1931): Santiago
- ¿Conoces a tu mujer? (1931): Robert Felton
- La mujer X (1931): Luis Floriot
- El proceso de Mary Dugan (1931)
- El embrujo de Sevilla (1930)
- Prueba trágica (1914)

## Teatro (selección)
- Reinar después de morir (1964)
- Ardèle o la Margarita (1964)
- Cuidado con las personas formales (1960)
- Papá se enfada por todo (1959)
- La herencia (1957)[4]
- Pepa Doncel (1956)
- La herida luminosa (1955)
- La muralla (1954)
- La mariposa y el ingeniero (1953)
- Señora ama (1953)
- Callados como muertos (1952)
- Don José, Pepe y Pepito (1952)
- Criminal de guerra (1951).[5]
- Al amor hay que mandarlo al colegio (1950)
- La visita que no llamó al timbre (1949)
- Carlo Monte en Monte Carlo (1939)
- El bandido de la Sierra (1926)
- El nido ajeno (1923)